# Kaseanî, Odesa
Kaseanî (în ucraineană Касяни) este un sat în comuna Dobroslav din raionul Odesa, regiunea Odesa, Ucraina.

## Demografie
Componența lingvistică a localității Kaseanî
     Ucraineană (100%)
Conform recensământului din 2001, toată populația localității Kaseanî era vorbitoare de ucraineană (100%).